# 윤창렬
윤창렬(尹昌烈, 1967년~)은 대한민국의 경제 관료이다. 현재는 제9대 국무조정실장에 역임 중이다.

## 학력
- 대성고등학교 졸업
- 서울대학교 사회과학대학 외교학 학사
- 서울대학교 행정대학원 행정학 석사수료
- 아메리칸 대학교 대학원 행정학 석사

## 경력
- 1990: 제34회 행정고시 합격
- 2002.10: 국무총리비서실 정무업무담당비서관실 과장
- 2004.5: 국무조정실 복권위원회사무처 기금운용과장
- 2005.10: 국무총리비서실 정무비서관실 부이사관
- 2006.5: 국무총리비서실 민정2비서관
- 2009.2: 국무총리비서실 정무운영비서관
- 2009.6: 국가경쟁력강화위원회 실무추진단 규제개혁팀장
- 2010.8: 국무총리비서실 일반행정정책관
- 2012.1: 국무총리비서실 교육문화여성정책관
- 2013.4: 국무총리비서실 정책평가관리관
- 2013.12: 주말레이시아 대한민국 대사관 공사
- 국무총리실 국정과제관리관
- 2016.6~2017.8: 국무총리비서실 의전비서관
- 2017.8: 국무조정실 사회조정실장
- 2020.5~2020.8: 국무조정실 국정운영실장
- 2020.8~2021.4: 대통령비서실 사회수석비서관
- 2021.4~2021.6: 제6대 국무조정실 제2차장
- 2021.6~2022.6: 제5대 국무조정실 제1차장
- 2022.9~2023.8: 서울대학교 행정대학원 객원교수
- 2023.7~2025.6: LG 글로벌전략개발원장
- 2025.6~: 제9대 국무조정실장
- 2025.6~: 대통령 직속 국가지식재산위원회 당연직 위원
- 2025.6~: 2050 탄소중립녹색성장위원회 당연직 위원
- 2025.6~: 국민통합위원회 당연직 위원
- 2025.6~: 대통령 직속 지방시대위원회 당연직 위원
- 2025.6~2025.8: 국정기획위원회 부위원장